# Sociedade Bíblica do Brasil
A Sociedade Bíblica do Brasil (SBB) é uma organização cristã brasileira, sem fins lucrativos, dedicada a disseminar a Bíblia e, por meio dela, promover o desenvolvimento integral do ser humano. Por isso a SBB, traduz, produz e distribui Bíblias para todas as pessoas, numa linguagem que possam compreender e a um preço que possam pagar. Surgiu após a II Guerra Mundial, quando ocorreu no Brasil uma maior procura pela Bíblia Sagrada, tendo sido fundada em 10 de junho de 1948, no Rio de Janeiro. Faz parte das Sociedades Bíblicas Unidas, uma aliança mundial que reúne 149 sociedades bíblicas, atuantes em mais de 200 países.
Diversos conteúdos podem ser ouvidos através da Rádio Bíblia SBB. A Rádio conta com Profiissionais renomados, como o locutor e jornalista Ítalo Brasileiro Wilson Versolato. 

## História
Com o final da II Guerra Mundial, em 1945, um clima de otimismo e esperança se espalhou pelo mundo. No Brasil, também houve um cenário favorável ao crescimento da distribuição da Bíblia.
É nesse período que surge a Sociedade Bíblica do Brasil (SBB), uma entidade criada por destacados líderes cristãos. Com o lema "Dar a Bíblia à Pátria", a SBB é fundada em 10 de junho de 1948, no Rio de Janeiro. A partir de então, assume as atividades de tradução, produção e distribuição da Bíblia em todo o território brasileiro.
A SBB faz parte das Sociedades Bíblicas Unidas (SBU), uma aliança mundial fundada em 1946 com o objetivo de facilitar o processo de tradução, produção e distribuição das Escrituras Sagradas por meio de estratégias de cooperação mútua. As SBU congregam 149 Sociedades Bíblicas, atuantes em mais de 200 países e territórios. Essas entidades são orientadas pela missão de promover a maior distribuição possível de Bíblias, numa linguagem que as pessoas possam compreender e a um preço que possam pagar.
Além do trabalho na área de tradução e publicações de Bíblias, a SBB se destaca por sua atuação no campo da ação social. Desde 1962, quando inaugurou o barco Luz na Amazônia para prestar assistência espiritual e social aos ribeirinhos, a SBB tem desenvolvido inúmeros programas sociais que atendem a diferentes segmentos da população como estudantes, índios, presidiários, enfermos e pessoas com deficiência visual.

## Publicações
Suas publicações são editadas nas seguintes traduções da Bíblia Sagrada:
- Tradução Almeida Revista e Atualizada  de João Ferreira de Almeida (ARA, 1956);
- A Bíblia na Linguagem de Hoje (1988);
- Tradução de João Ferreira de Almeida Revista e Atualizada (ARA, 2ª edição, 1993);
- Tradução de João Ferreira de Almeida Revista e Corrigida (ARC, 4ª edição, 2009);
- Nova Tradução na Linguagem de Hoje (NTLH, 2000).
- Tradução Brasileira, a primeira feita totalmente no Brasil. (TB, 1ª edição, 1917; 2ª edição, 2010)
- Nova Almeida Atualizada (NAA, 2017)

Em 2016, a Sociedade Bíblica do Brasil alcançou a marca de 150 milhões de Bíblias e Novos Testamentos produzidos pela Gráfica da Bíblia, implantada em Barueri (SP), em 1995.
Em 2017 a SBB lançou uma nova versão chamada de Nova Almeida Atualizada (NAA) que foi baseada na Almeida Revista e Atualizada. A Nova Almeida Atualizada trouxe mudanças profundas como: A segunda pessoa (“tu” e “vós”) foi mudada para “você” e “vocês”, a não ser em orações e nos Salmos; Adoção, sempre que possível, de frases mais curtas e substituição de termos que exigem consulta ao dicionário, exemplo: “irrisão” (Jó 12.4) foi substituído por “motivo de riso”.